# SOX9
SOX9 (SRY-box 9 of SRY-gerelateerd HMG-box-gen 9) is een gen dat transcriptiefactor SOX9 codeert. Het gen bevindt zich bij de mens op locus 17q24.3 van chromosoom 17. Het is betrokken bij botvorming en is belangrijk voor de mannelijke geslachtsbepaling door de rol bij de testisvorming. Het behoort tot de Sox-genfamilie, een genfamilie van DNA-bindende eiwitten.
Het SRY-eiwit fungeert als transcriptiefactor en vormt met steroïdogene factor 1 (SF1) een complex dat zich bindt aan de enhancer van SOX9 (testis-specific enhancer of Sox9 core, TESCO). SRY zet zo de upregulatie in gang van SOX9. Het zet daarna de celdifferentiatie in gang van de tot dan ongedifferentieerde gonadale richel. De gedifferentieerde cellen zijn de sertolicellen die de zaadbuisjes vormen. SOX9 is daarmee het hoofd-regulatorgen dat de differentiatie van de sertolicellen in gang zet waarmee de gonade zich vormt tot de testes.
Met COL2A1 is SOX9 betrokken bij de vorming van collageen type II voor kraakbeen en is dan ook belangrijk bij de chondrogenese.
Expressie van SOX9 is ook gevonden in de leverbuis, de darmsapklier en de alvleesgang.
Tijdens de zoogdierlijke evolutie heeft SOX9 meer selectiedruk ondervonden dan DAX1 en SRY en is dan ook minder gedivergeerd en beter geconserveerd.

## Aandoeningen
Heterozygote mutaties van SOX9 kunnen leiden tot campomele dysplasie, een zeldzame skeletafwijking met dwerggroei, vaak gepaard met een geslachtsomkering.
Bij duplicatie van SOX9 kan de testisvorming in gang worden gezet bij 46,XX-karyotypes zonder dat er een SRY-gen aanwezig is en is SOX9 hier dus een voldoende voorwaarde voor.